# Rambucourt
Rambucourt è un comune francese di 189 abitanti situato nel dipartimento della Mosa nella regione del Grand Est.

## Società

### Evoluzione demografica
Abitanti censiti